# Kanton La Bastide-Clairence
La Bastide-Clairence is een voormalig kanton van het Franse departement Pyrénées-Atlantiques. Het kanton maakte deel uit van het arrondissement Bayonne. Het werd opgeheven bij decreet van 25 februari 2014, met uitwerking op 22 maart 2015.

## Gemeenten

Ligging van gemeenten in het kanton

Het kanton La Bastide-Clairence omvatte de volgende gemeenten:
- Ayherre
- Briscous
- Isturits
- La Bastide-Clairence (hoofdplaats)
- Urt